# Maxillaria turkeliae
Maxillaria turkeliae är en orkidéart som beskrevs av Eric Alston Christenson. Maxillaria turkeliae ingår i släktet Maxillaria och familjen orkidéer. Inga underarter finns listade i Catalogue of Life.